# Iodite
Als Iodite werden die Salze der Iodigen Säure bezeichnet, welche das Iodit-Anion IO2− enthalten. Iod liegt hierbei in der Oxidationsstufe +3 vor. Iodite sind nur als reaktive Intermediate in wässriger Lösung bekannt und konnten bisher nicht als Reinstoffe in fester Form isoliert werden.

## Klassifizierung
Iodite gehören zur Stoffgruppe der Salze von Halogensauerstoffsäuren und dabei zur Untergruppe der Salze von Iodsauerstoffsäuren (mit Anionen des Formeltyps IOn− mit n = 1, 2, 3, 4; bei Periodaten weitere Varianten) bzw. zur Untergruppe der Halogenite (Salze von Halogenigen Säuren mit Anionen des Formeltyps XO2− mit X = Cl, Br, I, At).

## Auftreten
Iodit IO2− entsteht intermediär in wässriger Lösung bei der in zwei Teilschritten erfolgenden Disproportionierung von Hypoiodit IO− in Iodid I− und Iodat IO3−:
1) Disproportionierung von Hypoiodit zu Iodid und Iodit:
{\displaystyle \mathrm {{\overset {+1}{\ I}}\!O^{-}+{\overset {+1}{\ I}}\!O^{-}\ \longrightarrow \ {\overset {-1}{I}}\!{}^{-}+{\overset {+3}{\ I}}\!O_{2}^{-}} }
2) Hypoiodit oxidiert Iodit zu Iodat und wird selbst zu Iodid reduziert:
{\displaystyle \mathrm {{\overset {+1}{\ I}}\!O^{-}+{\overset {+3}{\ I}}\!O_{2}^{-}\ \longrightarrow \ {\overset {-1}{I}}\!{}^{-}+{\overset {+5}{\ I}}\!O_{3}^{-}} }
3) Gesamtreaktion:
{\displaystyle \mathrm {3\;{\overset {+1}{\ I}}\!O^{-}\ \longrightarrow \ 2\;{\overset {-1}{I}}\!{}^{-}+{\overset {+5}{\ I}}\!O_{3}^{-}} }
| Oxidationsstufe des Iods | −1     | +1         | +3     | +5     | +7                      |
| Name                     | Iodide | Hypoiodite | Iodite | Iodate | Periodate               |
| Formel des Anions        | I−     | IO−        | IO2−   | IO3−   | IO4−, IO65− und weitere |